# Great Harbour Cay
Great Harbour Cay este o insulă din Bahamas, făcând parte din districtul Berry Islands.